# Piotr Tworek
Piotr Tworek (ur. 10 marca 1975 w Piotrkowie Kujawskim) – polski trener piłkarski. 

## Kariera
W swojej karierze prowadził takie drużyny jak Warta Poznań, Zawisza Bydgoszcz, Wda Świecie, Bałtyk Koszalin, Podbeskidzie Bielsko-Biała,  Śląsk Wrocław oraz Kotwica Kołobrzeg.
Został wybrany Trenerem Miesiąca w lutym 2021 przez Ekstraklasę SA.